# Kiduix Levanà
El Kiduix Levanà (en hebreu: קידוש לבנה), (en català: "Santificació de la Lluna"), és un ritual jueu, realitzat de nit, a l'exterior, en el qual són recitades una sèrie d'oracions, per beneir i santificar la Lluna.

## Font
La font del Kiduix Levanà es troba en el Talmud de Babilònia, (Sanedrí 42a), el Rabí Yohanan ensenyava que qui beneeix la lluna nova, en el moment adequat, és considerat com qui saluda a la Shekhinah (la presència divina),tal com està escrit a Èxode 12:2: "Aquest mes us serà principi dels mesos, per a vosaltres serà est el primer en els mesos de l'any") Reina-Valera (1960).Aquest vers és la font del primer manament de la Torà, santificar el nou mes. El Kiduix Levanà està basat al calendari lunar. Moltes sinagogues col·loquen el text de l'oració amb grans caràcters en una paret exterior.

## Horari
La cerimònia del Kiduix Levanà es realitza durant el primer albirament de la lluna nova, al seu moment adequat, alguns opinen que és només aleshores quan s'ha de dir la benedicció, estant dempeus. Entre els Mekubalim, el Rabí Hayyim Vital va adoptar igualment l'opinió que la cerimònia havia de celebrar-se durant la primera nit de la lluna nova. De totes maneres, el costum popular és esperar tres dies sencers després del molad, l'aparició de la lluna nova, mentre que alguns esperen fins a set dies. L'última ocasió per celebrar el Kiduix Levanà, és a mitjan mes, al cap de 14 dies, 18 hores, i 22 minuts (algunes autoritats estenen aquest límit fins a 15 dies complets) després del molad.

## Ritual
És costum dir el Kiduix Levanà en finalitzar el Sàbat. La Lluna ha de ser visible, i no estar totalment coberta pels núvols, i la cerimònia normalment se celebra en l'exterior. Mentre que és costum dir l'oració amb una gran multitud després dels serveis del Dissabte a la tarda, o almenys s'ha de comptar amb un Minyan, també es pot dir sense un Minyan, a mitjan setmana. Fins i tot en els llocs en els quals hi ha un temps nuvolós o plujós, la gent recitarà la benedicció en veure la Lluna. Durant el mes de Tixrí, el ritual és normalment ajornat fins a la conclusió de Yom Kippur, uns altres tenen el costum de dir la benedicció després de Yom Kippur. En el mes de Av, és tradicionalment ajornada, seguint el dejuni de Tixà be-Av (el dejuni del 9 d'Av), ja que l'inici del mes és temps de duel, i la pregària ha de ser dita amb alegria. Si la festivitat cau en Diumenge, el Kiduix Levanà és ajornat fins al Dilluns. És costum dir uns paràgrafs addicionals, que van ser afegits a la benedicció al segle xvi, pel rabí i cabalista Isaac Lúria. Aquests paràgrafs són uns versos cabalístics, i tenen un profund significat.